# Dušan Belić
Dusan Belić (Pančevo, 29 maart 1971) is een voormalig Joegoslavisch voetballer. Belic was een doelman.

## Carrière
Belić genoot z'n jeugdopleiding bij PSK Pancevo. Tijdens z'n profcarrière kwam hij uit voor Hajduk Beograd, Dinamo Pancevo, STVV en Serbian White Eagles FC. In 2007 stopte hij met spelen bij het Canadese Serbian White Eagles FC, waar hij z'n trainerscarrière begon. Hij kwam tijdens zijn laatste seizoen bij STVV in opspraak in het omkoopschandaal van de gokchinees Ye, na een reportage in het Eén-programma Panorama. Hij had enkele discutabele blunders begaan in wedstrijden waar veel geld op ingezet werd. Hij ontvluchtte het land naar Canada. 